# Titanic (Band)
Titanic ist eine international besetzte Progressive-Rock-Band aus Norwegen.

## Geschichte
Die Gruppe Titanic wurde von Kenny Aas, Kjell Asperud, John Lorck, Janne Løseth und Roy Robinson (Sänger) 1969 gegründet. 1979 löste sich die Band auf. Ende der 1990er Jahre fand eine Wiedervereinigung statt.
Ihr größter internationaler Hiterfolg war mit Platz fünf in den britischen und Platz elf in den niederländischen Charts die Single Sultana im Jahr 1971. In Deutschland erreichte die Single Santa Fe im selben Jahr Platz 36.
Die bekanntesten Stücke im deutschsprachigen Raum sind Searchin’ vom Album Titanic sowie One Night in Eagle Rock vom Album Eagle Rock.
Das bislang letzte Album heißt Ashes and Diamonds und erschien im Februar 2009.

## Diskografie

### Alben
- 1970: Titanic (CBS Records)
- 1971: Sea Wolf (CBS Records)
- 1973: Eagle Rock (CBS Records)
- 1975: Ballad of a Rock 'N Roll Loser (CBS Records)
- 1977: Return of Drakkar (Egg Records)
- 1979: Eye of the Hurricane (Egg Records)
- 1993: Lower the Atlantic (Metal Enterprises) [auch als Heart of Rock in Frankreich von New Disc Records herausgegeben]
- 2009: Ashes and Diamonds (Repertoire Records)

### Singles
- 1970: Sing Fool Sing / Sultana (CBS 5365) [ab 1971 auch mit Sultana als A- und Sing Fool Sing als B-Seite]
- 1970: Searchin’ / Mary Jane (CBS 5226 France)
- 1971: Half breed / Santa Fe (CBS 7278)
- 1971: I See no Reason (Part One) / I See no Reason (Part Two) (CBS 5080 - France)
- 1971: Covered in Dust / Scarlet (CBS 7706 - France)
- 1972: Rain 2000 / Blond (CBS 8185)
- 1973: Richmond Express / Heia valenga (CBS S 1670)
- 1973: Macumba / Midnight sadness (CBS 2000 - France)
- 1974: Sliding down again / Rock'n'roll loser (CBS 2586)
- 1975: Buckshee woman / Honky vagrant (CBS S 3259)
- 1977: Flashback / Round 'n' Round (Barclay BAR 704 - UK)
- 1978: New Orleans / Haunted house (Barclay 0036.030)
- 1979: Dance Baby Dance (Frisco Queen) / Hollywood (Oh La La) (Disques Souplet 107.014 - Netherlands)
- 1979: Love Lights Up / East West (Disques Souplet 107006 - France)

## Nachweise
1. ↑  Eintrag Sultana bei OfficialCharts.com, aufgerufen am 13. Juli 2019
2. ↑  Eintrag Sultana (Seite nicht mehr abrufbar, festgestellt im Mai 2024. Suche in Webarchiven)  Info: Der Link wurde automatisch als defekt markiert. Bitte prüfe den Link gemäß Anleitung und entferne dann diesen Hinweis. bei top40.nl, aufgerufen am 13. Juli 2019
3. ↑  Eintrag Santa Fe bei chartsurfer.de, aufgerufen am 13. Juli 2019
4. 1 2  Chartquellen: DE UK NO